# Serres, Hautes-Alpes

Serres este o comună în departamentul Hautes-Alpes, Franța. În 1 ianuarie 2022 avea o populație de 1.303 de locuitori.